# فيليس داري
فيليس دير أو فيليس كونستانس هادي دونز ( 15 أغسطس 1890 - 27 أبريل 1975) هي ممثلة ومغنية إنجليزية اشتهرت بأدائها في الكوميديا الموسيقية الإدواردية وغيرها من المسرحيات الموسيقية في النصف الأول من القرن العشرين.
ولدت فيليس في مدينة تشيلسي ،في لندن، قدمت أول مرة أداءً على خشبة المسرح في سن التاسعة، في التمثيل الإيمائي في عيد الميلاد سنة 1899 في مسرحية الاطفال في الغابة Babes in the Wood، مع أختها زينة . في و في نفس السنة ، ظهرت بدور ليتل كريستينا في فيلم إب وليتل كريستينا . وسرعان ما لعبت دور ماب في المسرحية الموسيقيةBluebell Fairyland (بلوبيل فيري لاند) لسيمور هيكس في ، وفي سن الخامسة عشرة، تولت دور البطولة لأنجيلا في The Catch of the Season موسم الصيد .
في عام 1909، أنشأت فيليس دور إيلين كافانا في المسرحية الموسيقية الناجحة الأركاديون The Arcadians ، حيث التقت بالمنتج جورج إدواردز . بدأ هذا ارتباطًا طويلًا بين الاثنين، اللذين تعاونا في إنتاجات بما في ذلك الفتاة في القطار The Girl in the Train، بيجي وفتاة الكويكر . في عام 1912، لعبت دور البطولة في فيلم The Sunshine Girl فتاة الشمس المشرقة . في عام 1913 انضمت إلى فريق عمل السيدة الراقصة بدور نانسي جويس في مسرح أديلفي واستمرت في التمثيل في الإنتاجات الناجحة طوال العشرينيات من القرن الماضي، بما في ذلك دور ماريانا في سيدة الورد (1922).
خلال مسيرتها المهنية اللاحقة، لجأت إلى المسرحيات المباشرة، من أهمهت "ألسنا جميعًا" (1929)، و"كلمات وموسيقى" (1932)، و" الهاربون" (1936). ظهرت أيضا في بعض الأفلام، حيث لعبت دور البطولة في فيلم التانغو الأرجنتيني ورقصات أخرى (1913)، ومريض الدكتور ويك (1916)، وجريمة على التل (1933)، وديون الشرف في عام 1936. في الأربعينيات من القرن الماضي ظهرت في جولة في منزل كامل Full House وتم تمثيلها لاحقًا في بيوت الناس الأخرىOther People's Houses . في عام 1949، لعلت دور مارتا العشيقة في مسرحية أغنية الملك رابسودي King's Rhapsody الموسيقية للمخرج إيفور نوفيلو . استمر العرض لمدة عامين وكان آخر عمل مسرحي . تقاعدت في برايتون عام 1951 وتوفيت في 27 أبريل 1975 عن عمر يناهز 84 عامًا.

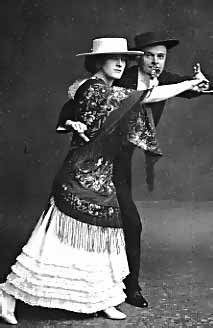
جروسميث وداري في فتاة الشمس المشرقة

## روابط خارجية
- Works by or about Phyllis Dare at Internet Archive
- فيليس داري في قاعدة بيانات الأفلام على الإنترنت
- Photos gallery and a bio
- More photos of Dare
- Phyllis Dare as Cinderella, c. 1907
- Listen to a sample of a recording by Phyllis Dare
- Photo of Dare around the time she played Little Christina